# Lophodermium eximium
Lophodermium eximium är en svampart som beskrevs av Ces. 1882. Lophodermium eximium ingår i släktet Lophodermium och familjen Rhytismataceae.   Inga underarter finns listade i Catalogue of Life.